# Schistosoma mansoni
Schistosoma mansoni  è un platelminta parassita appartenente all'ordine Strigeatida e alla famiglia Schistosomatidae. È uno dei patogeni responsabili della malattia nota come schistosomiasi. La sua morfologia e diffusione ricordano molto quelle di un altro parassita: Schistosoma haematobium .

## Anatomia e fisiologia
I maschi assumono un colore particolare, un bianco leggermente opaco, riescono a raggiungere 7–12 mm di lunghezza, mentre la femmina supera tale lunghezza arrivando ai 17 mm. La vita media di un adulto è di cinque anni, ma si sono registrati casi che oltrepassano di gran lunga tale soglia arrivando a sfiorare i venti anni.

## Riproduzione e sviluppo
Le cercarie entrano in contatto con l'uomo e con mammiferi agitandosi sino a perdere una parte del corpo, la loro coda, non penetrano immediatamente ma dopo un primo contatto scivolano cercando di penetrare nella cute. Quando viene in contatto con l'organismo muta e si sviluppa diventando schistosomulo: coprendosi con molecole trovate nell'organismo resiste agli attacchi di esso e dopo due giorni di permanenza in tale stato si avvia verso i polmoni. Dopo essersi ingrandito continua il viaggio all'interno del corpo e quando raggiunge il fegato diventa adulto.

## Epidemiologia
La sua diffusione è nota soprattutto in determinati paesi della costa orientale del Sudamerica, oltre che nella zona del Madagascar. In Africa gli ultimi progressi in agricoltura hanno favorito la sua diffusione. La sua diffusione grazie ai viaggi di persone che hanno contratto il verme nelle zone endemiche e tornano a casa è talvolta ampliata anche in paesi più industrializzati.